# Glochidotheca
Glochidotheca es un género monotípico perteneciente a la familia Apiaceae. Su única especie es: Glochidotheca foeniculacea.

## Taxonomía
Glochidotheca foeniculacea fue descrita por Fenzl originalmente como Turgenia foeniculacea y publicado en Reisen in Europa, Asien und Afrika 1(2): 969-970, en 1843, y en el mismo año y publicación atribuido al nuevo género Glochidotheca